# Franz Hummel

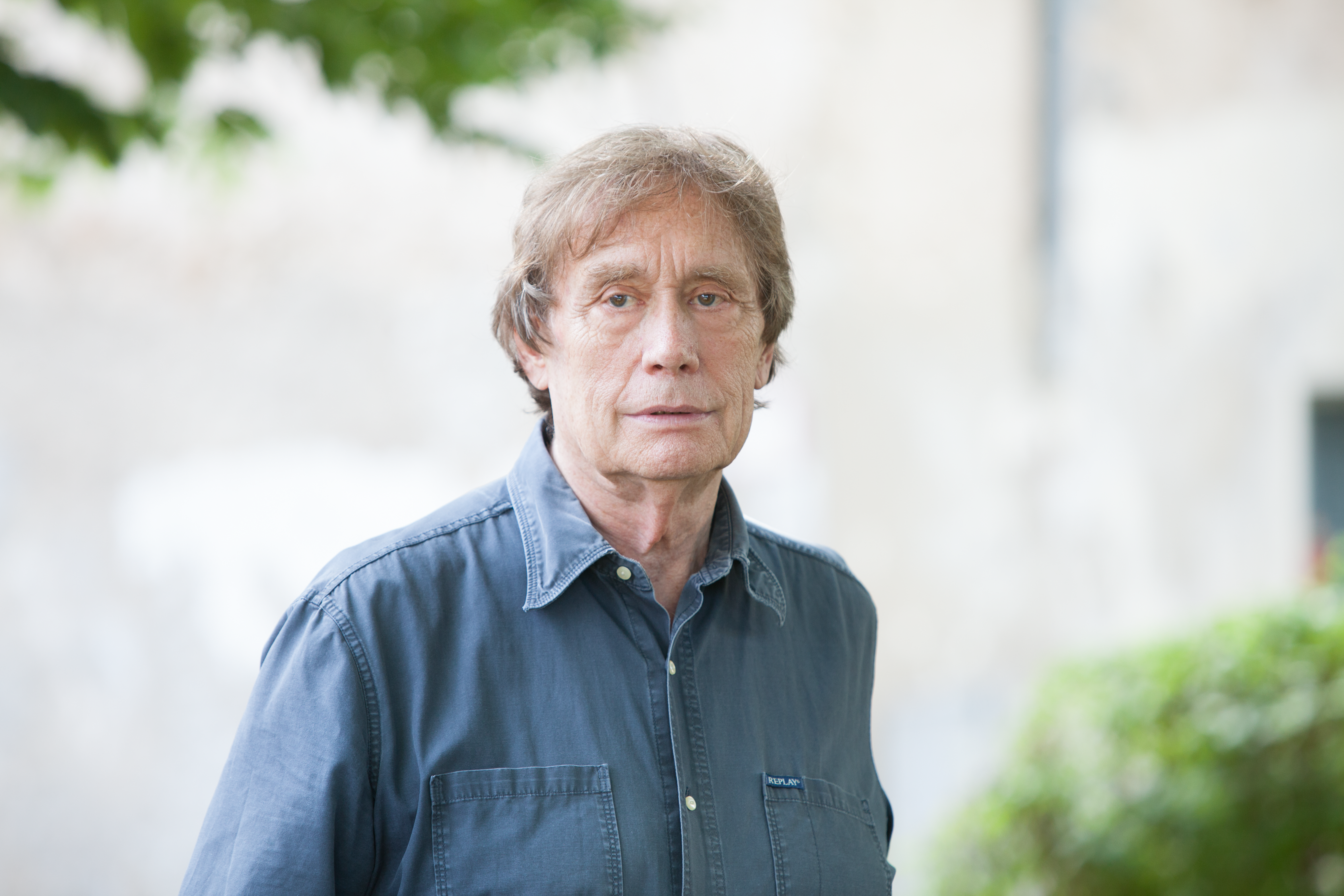
Franz Hummel (2014)

Franz Hummel (* 2. Januar 1939 in Schwabmünchen; † 20. August 2022 in Regensburg) war ein deutscher Komponist und Pianist.

## Leben und Werk
Franz Hummel war der Sohn der Bilder-/Kinderbuchautorin und -illustratorin Lore Hummel. Nach der Trennung seiner Eltern wuchs er bei seiner Mutter und Großmutter in Altmannstein auf, wo er den ersten Instrumentalunterricht von einem Volksschullehrer erhielt und bereits im Alter von sieben Jahren am Klavier auftrat. Hummel wurde schon in Kinderjahren entdeckt und unterstützt von Richard Strauss, Eugen Papst und Hans Knappertsbusch. Er studierte privat Klavier – unter anderem bei Elly Ney – und Komposition in Salzburg und München. Zunächst wurde Hummel, der bereits als Siebenjähriger komponierte, als Pianist bekannt; im Jahr 1953 unternahm er eine erste Deutschlandtournee. Er gab Konzerte in ganz Europa und spielte über 60 Schallplatten mit klassisch-romantischem Repertoire und viel zeitgenössischer Musik ein. Seine letzte Konzerttournee führte ihn 1973 durch die UdSSR.
Hummel war verheiratet mit der britisch-deutschen Tänzerin und Komponistin Susan Oswell.
Zu seinen Schülern zählten Yojo Christen, Christoph Preiß und Alexander Maria Wagner.
Franz Hummel verstarb im Alter von 83 Jahren.

## Kompositionen
Ab Anfang der 1970er-Jahre widmete sich Hummel fast ausschließlich dem Komponieren. Er schuf Instrumental- und Bühnenwerke und schrieb auch Musik für Filme.

### Instrumentalmusik
- Sinfonie für Violine und Orchester (1994)
- Sinfonie Hativka (1998)
- Sinfonie Fukushima (2011)
- TUM-Orchesterhymne und TUM-Jubiläumssinfonie (2018) zum 150-jährigen Jubiläum der Technischen Universität München
- Konzert für Klavier und Orchester (1994)
- Konzert für Klavier und Orchester Nr. 2 „Krieg und Frieden“ (2016) UA mit Yojo Christen
- Konzert für Violine und Orchester Nr. 1 „Archaeopteryx“ (1987)
- Konzert für Violine und Orchester Nr. 2 „Poème in memoriam Max Reger“ (2016)
- Konzert für Violine und Orchester (2020), arrangiert nach dem zweiten Klavierkonzert von Beethoven.
- Kammermusik
- Klaviermusik; u. a. Archipelagos (1987), Veränderungen über einen Walzer von Anton Diabelli (Diabelli-Variationen; 2006/07) und 33 Hercher-Variationen (2018)[6]
- Orgelwerk Tantalus lächelt (1988)

### Bühnenwerke
- König Übü. Oper in 11 Szenen. Libretto: Roland Lillie nach (Ubu roi von Alfred Jarry). UA 11. März 1984 Salzburg
- Blaubart. Kammeroper. Libretto: Susan Oswell. UA 13. Oktober 1984 Frankfurt am Main
- Luzifer. Oper. Libretto: Christian Martin Fuchs. UA 1987 Ulm
- Gorbatschow. Kammeropern-Farce. Libretto: Thomas Körner. UA 6. Juni 1994 Bonn (Bundeskunsthalle)
- Die Intendanten. Kammeroper. UA Bonn
- An der schönen blauen Donau. Kammeroper. Libretto: Elisabeth Gutjahr. UA 20. November 1993, Klagenfurt
- Gesualdo. Oper in 2 Akten. Libretto: Elisabeth Gutjahr. UA 14. Januar 1996 Kaiserslautern
- Beuys. Oper. Libretto: Elisabeth Gutjahr. UA 1998 Wien (Festwochen; Koproduktion mit Düsseldorf)
- Ludwig II. – Sehnsucht nach dem Paradies. Musical über den bayerischen Märchenkönig. Libretto: Stephan Barbarino. UA 7. April 2000 Füssen (Musicaltheater)
- Styx. Szenisches Adagio (Oper) 4 Spielszenen (über Georg Friedrich Händel und den Orpheus-Mythos). Libretto: Elisabeth Gutjahr. UA 23. Februar 2001 Karlsruhe (Badisches Staatstheater / Händel-Festspiele)
- Der Herr des Rings. Ein romantisches Musical-Drama (über Richard Wagner). Libretto: Susan Oswell. 2006
- Erbsünde. Volks-Musical. 2006
- Der Richter und sein Henker. Oper in einem Vorspiel und 12 Szenen. Libretto: Sandra Hummel (nach dem gleichnamigen Roman von Friedrich Dürrenmatt). UA 8. November 2008 Erfurt
- Joseph Fouché. Schauspieloper. Libretto: Sandra Hummel. UA 9. Januar 2009 Linz (Posthof; im Rahmen von Linz 2009 – Kulturhauptstadt Europas)
- Oper über Richard Wagner (2009)
- Zarathustra. Oper in 12 Szenen. Libretto: Sandra Hummel. UA 24. April 2010 Regensburg (Stadttheater am Bismarckplatz)
- „Häuptling Abendwind“. Salon-Operette in 1 Akt. Libretto: Sandra Hummel nach Johann Nestroy. UA 10. November 2010 Wels (Stadttheater)
- Hexen 1×1. Kinderoper. Libretto: Ursula Galli. UA 19. März 2011 Augsburg (Staatliches Textil- und Industriemuseum)
- Der Findling. Oper über Anton Bruckner. Libretto: Hermann Schneider. Fertigstellung der Komposition: Susan Oswell. UA am 7. Juni 2024 im Alten Dom (Ignatiuskirche) in Linz

## Auszeichnungen und Preise
- 2001: Kultur- und Kunstpreis der Stadt Füssen, zusammen mit Heinz Hauser und Stephan Barbarino für das Ludwig-Musical[7]
- 2010: Kunstpreis der Stadt Ingolstadt[8]
- 2015: Bürgermedaille der Stadt Riedenburg (zusammen mit Maria Zinsmeister)[9]